# Pfarrkirche Weitersfeld

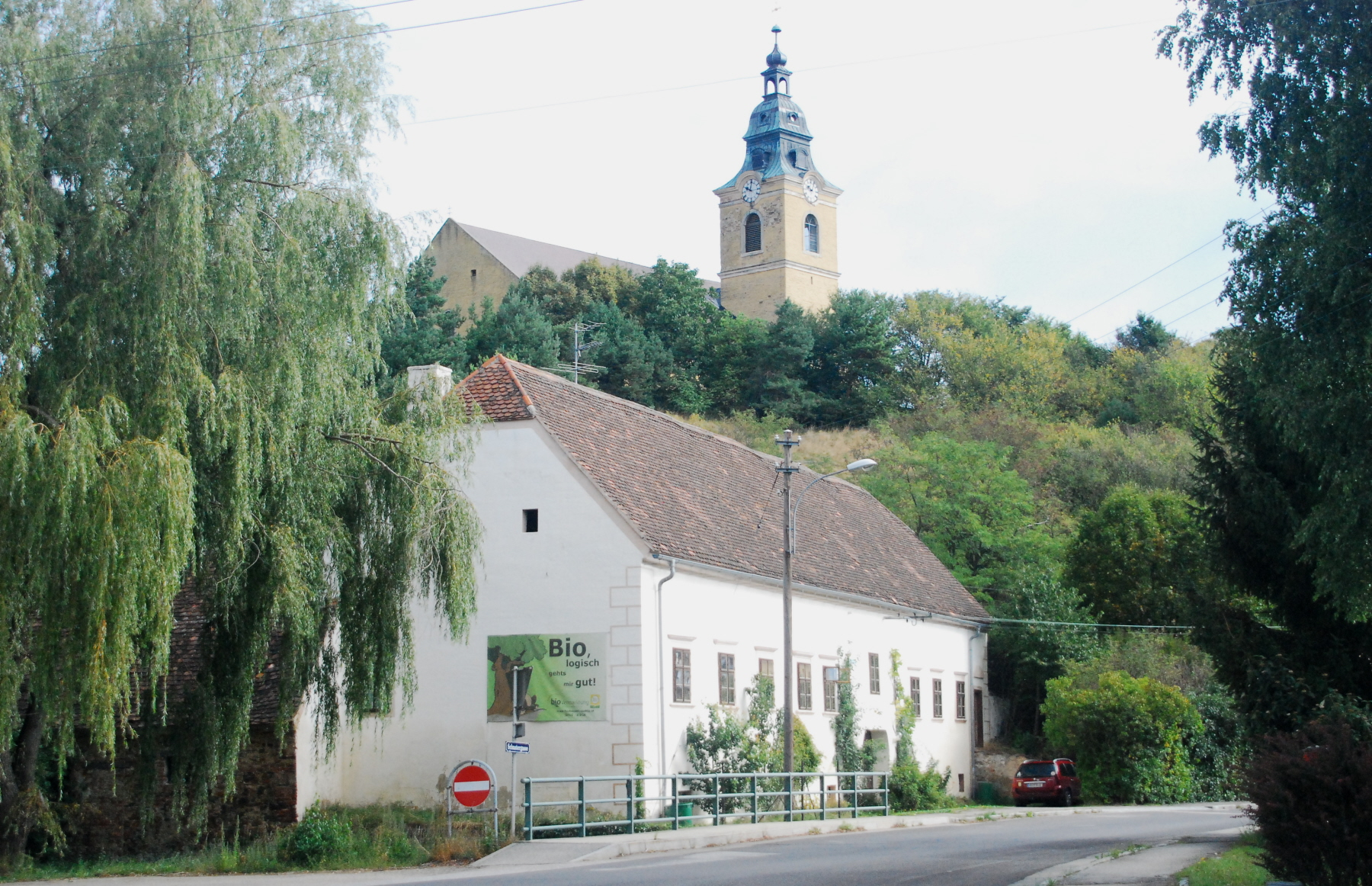
Katholische Pfarrkirche hl. Martin in Weitersfeld

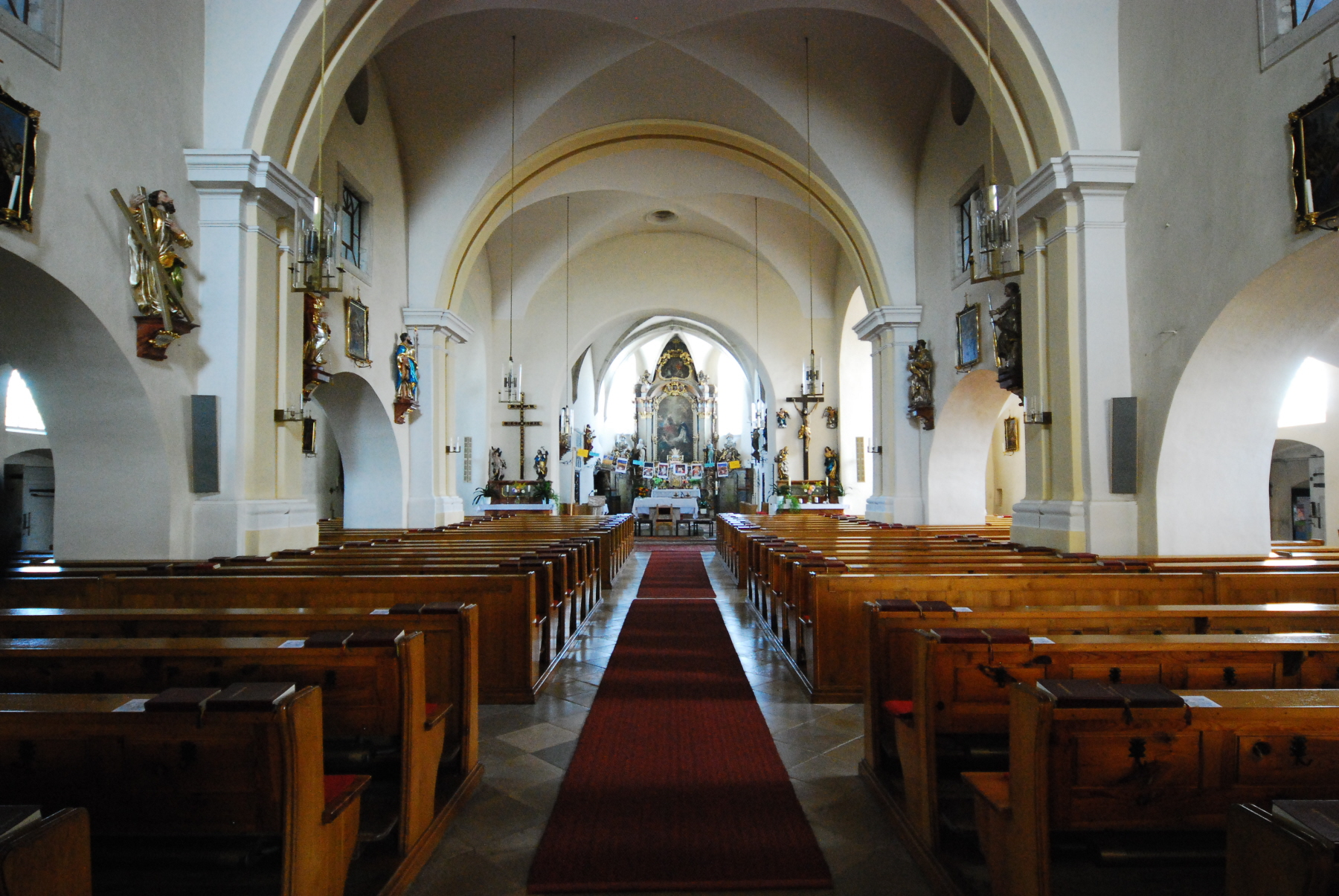
Im Langhaus zum Chor, leider ist der Achsknick hier nur schwer erkennbar

Die römisch-katholische Pfarrkirche Weitersfeld steht erhöht und weithin sichtbar in der Marktgemeinde Weitersfeld im Bezirk Horn in Niederösterreich. Die dem heiligen Martin geweihte Pfarrkirche – dem Stift Geras inkorporiert – gehört zum Dekanat Geras der Diözese St. Pölten. Die Kirche und der ummauerte Friedhof stehen unter Denkmalschutz.

## Geschichte
Die Pfarre gilt als sogenannte Mutterpfarre, welche neben anderen Mutterpfarren im Waldviertel, in der zweiten Hälfte des 11. Jahrhunderts vom Bistum Passau gegründet wurde. Das Gebiet wurde 1135 als Zehent vom Babenberger Leopold III. an Passau übergeben. Im Jahr 1204 wurde urkundlich ein Pfarrer genannt. Nach Schäden im Jahre 1681 wurde die Kirche renoviert. 1721 wurde der Turm erhöht. Von 1728 bis 1731 wurde die Kirche barockisiert. 1956/1957 wurde die Kirche renoviert.

## Architektur
An das dreischiffige barocke Langhaus von 1728/1731 schließt mit einem deutlichen Achsknick der zweijochige gotische Chor aus dem Ende des 14. Jahrhunderts mit einem Fünfachtelschluss an. Die Westfront bildet vor dem Langhaus einen eigenen Baukörper mit einem mittigen Eingangsbereich mit zwei Pfeilern und beidseitig zwei Nebenräumen. Der basilikale Charakter des Langhauses wurde durch den späteren Einbau von Emporengängen und durch die Zumauerung der ovalen Fenster in den Hochschiffwänden des ursprünglichen mittelalterlichen Mittelschiffes stark verändert. Im südlichen Chorwinkel steht der wuchtige mittelalterliche Wehrturm, welcher 1721 erhöht wurde.

## Ausstattung
Der prunkvolle Spätrokokoaltar aus 1774 hat einen Retabelaufbau mit vorgezogenen Pilasterbündeln. Das Hochaltarbild zeigt eine Madonna, die dem hl. Dominikus den Rosenkranz überreicht, das Oberbild zeigt den hl. Martin vor Christus kniend. Weiters zeigt der Hochaltar auf Blechtafeln die 15 Geheimnisse des Rosenkranzes vom Maler Jacob Kohl (1774). Die Orgel aus 1922 mit 11 Registern und 2 Manualen stammt von Matthäus Mauracher.